# سونيت بور
سونيت بور رمزها «SO» (بالإنجليزية: Sonitpur)‏ ، هو تقسيم إداري لدولة الهند تتبع ولاية أسام (بالإنجليزية: Assam)‏ ، مركزها هو مدينة تيزبور (بالإنجليزية: Tezpur)‏ عدد سكانها حسب تعداد سنة 2001 هو 1,677,874 ، مساحتها 5,324 كم² وكثافة السكان 315 لكل كم² .